# Alicia Hoskin
Alicia Hoskin, née le 6 février 2000 à Gisborne en Nouvelle-Zélande, est une kayakiste néo-zélandaise en eau calme.
Elle est championne du monde de canoë en K4 500 mètres en 2023. Aux Jeux olympiques d'été de 2024 à Paris, elle remporte deux médailles d'or, dans les épreuves K2 500 mètres et K4 500 mètres.

## Biographie

### Jeunesse
Alicia Hoskin naît à Gisborne où elle grandit. Elle fréquente le lycée pour filles de Gisborne où elle est la major en 2018. Membre du Poverty Bay Kayak Club, elle est entraînée par la kayakiste de sprint olympique de 1984, Liz Thompson. Elle fréquente l'Université Massey pour étudier le développement du sport.

### Canoë
Alicia Hoskin est sélectionnée pour les championnats du monde juniors de canoë sprint en 2017 à 17 ans, lorsqu'elle subit ce qui est d'abord considéré comme un bilan de routine avant le départ. Mais les tests cardiologiques montrent qu'elle souffre du syndrome de Wolff-Parkinson-White, présent à la naissance et pouvant provoquer un rythme cardiaque trop rapide et même une insuffisance cardiaque. Elle doit alors subir une opération cardiaque, consistant à cicatriser les tissus du cœur pour bloquer les signaux électriques anormaux. Il s'agit d'introduire un cathéter dans l'une des veines de sa jambe et à travers la paroi de son cœur jusqu'à l'autre côté,.
Elle veut continuer à concourir au niveau international après son opération cardiaque et déménage à Auckland pour s'entraîner avec l'équipe de haut niveau de Canoe Racing New Zealand. Alicia Hoskin fait ses débuts aux Championnats du monde à Szeged en Hongrie, et termine neuvième de l'épreuve avec Caitlin Ryan aux Championnats du monde de canoë sprint ICF 2019 en K2 500 mètres femmes.
Alicia Hoskin est en juin 2021 l'une des quatre kayakistes sélectionnées dans l'équipe néo-zélandaise pour concourir à Tokyo pour les Jeux d'été retardés de 2020,,. Elle se classe 14e au K2 500 m, aux côtés de Teneale Hatton, et 4e au K4 500 m avec Hatton, Lisa Carrington et Caitlin Regal.
Aux Championnats du monde de canoë sprint 2023 à Duisbourg, Alicia Hoskin remporte la médaille d'or du K4 500 mètres avec Lisa Carrington, Olivia Brett et Tara Vaughan. Il s'agit d'une victoire historique pour la Nouvelle-Zélande et pour le sport du sprint en canoë, car c'est la première fois que le titre mondial du K4 500 est remporté par un pays extérieur aux nations traditionnelles européennes.
Alicia Hoskin est sélectionnée en avril 2024 dans l'équipe nationale néozélandaise pour les Jeux olympiques d'été de 2024 à Paris. Elle y remporte à la fois la médaille d'or en K2 500 mètres et en K4 500 mètres. Elle est la septième néozélandaise, dont la deuxième femme, à réaliser l'exploit d'obtenir deux médailles d'or lors des mêmes Jeux olympiques.

## Prix et distinctions
Alicia Hoskin est nommée athlète de canoë sprint de l'année lors de la remise des prix Sport and Recognition Awards 2020 de Canoe Racing New Zealand[réf. souhaitée].